# Жила-была жизнь
«Жила-была жизнь» (фр. Il était une fois… la vie) — французский анимационный сериал о строении тела человека для детей. Программа первоначально выпускалась во Франции компанией PROCIDIS в 1987 году режиссёром Альбертом Барилле. Мультсериал состоит из 26 частей и первоначально выходил в эфир на французском канале Canal+. Это 3 мультсериал из серии «Жили были…». В м/с «Жила-была жизнь» используются герои из других мультсериалов серии «Жили были…». Хорошие герои представлены как элементы тела человека, а плохие — как вирусы и бактерии, которые нападают на организм.
ПЕРСОНАЖИ
В серии используются герои родом из «Жил-был человек». Каждый персонаж в серии — как реальный человек (старый умный доктор, блондинка-мать, мальчик и девочка, друг, и пара хулиганов) и антропоморфные представители клетки и клеточных функций в человеческом теле.
- Менеджер мозг — маэстро, бородатый старик.
- Менеджер ядро клетки — маэстро, как правило, спит в кресле.
- Ферменты — рабочие, как правило, люди в целом.
- Гормоны — гуманоиды с робототехническими лодочными моторами в соответствии с их предназначением; те, которые представляют тироксин, переносят йод.
- Красные клетки крови — красные гуманоиды: пожилой профессор Глобус, много говорит о том, как работает организм; Гемо и его пытливая и озорная подруга Глобинка. Они несут кислород или двуокись углерода в виде пузырей.
- Тромбоциты — представляются как красные диски с лицами, руками и ногами.
- Белые клетки крови — полиция.
- Нейтрофильные гранулоциты — «милиционеры», которые одеты полностью в белый цвет и носят жёлтую звезду-значок. Они носят дубинки и глотают паразитов, которые находят. Могут клонировать себя. Большую часть времени они функционируют как ГАИ. Их командир такой же, но с розовым лицом, его зовут Легрос.
- Лимфоциты :
- B-Лимфоциты как маленькие человечки в летательном аппарате с двумя боковыми гидроджет-двигателями.; из них две версии Пьера и Пси (по имени Капитан Питер и Лейтенант Пси). Некоторые другие (безымянные), но каждая может появляться более одного раза (например мальчик-подросток с пятнистым лицом.. Они могут сбрасывать антитела из подбрюшья. Они могут делиться; это дубликаты корабля и пилота. Их мундиры светло-голубые с плечиками. (Эти мундиры появляются во внешнем мире в несколько футуристическом виде, как униформа астронавта).
- Лимфоциты Т: Они могут создавать дым, который убивает бактерии.
- Другой вид лейкоцитов: парящий сферический корабль с несколькими большими всасывающими трубками, торчащими из них. Голову пилота можно увидеть через небольшой навес на макушке.
- Базофилы: пухлые женщины, которые несут корзину с гранатами гистамина и бросают их в бактерий.
- Макрофаги (как большие желтые наземные транспортные средства, с лягушачьими головами, с большими передним ковшом чтобы съедать вирусов и три колеса, каждый «глаз» — небольшой навес, обнажающий голову летчика), « уборщики тела». Большую часть времени они функционируют как уборщики отходов из организма и при чрезвычайных ситуациях едят бактерии и вирусы.
- Незрелые лейкоцитов: подростковые гуманоиды, как и в лимфоцитах B пилоты как в серии про костный мозг.
- В антитела — как маленькие белые насекомые, которые после запуска на инфекционные агенты, летают вокруг бактерий или вирусов и парализуют их. Их командира зовут Метро.
- Бактерии — представлены в виде голубого цвета хулиганов
- Вирусы — представлены в виде желтых червей с руками
- Органические молекулы, которые представлены в качестве персонажей:
- Жиры и Жирные кислоты : Желтые пони
- Белки : Высокие, сильные, мускулистые оранжевые существа с некоторыми собачьими чертами
- Сахар : Капли светлого цвета и конфетки розового и жёлтого цвета
- Аминокислоты : Как правило, невидимы до эпизодов синтеза белка.
- ДНК/РНК : Представлены достаточно точно и подробно объясняют синтез белка

## Список серий (Эпизоды)
- 1. Планета клеток
- 2. Начало Жизни
- 3. Часовые организма
- 4. Костный Мозг
- 5. Кровь
- 6. Тромбоциты
- 7. Сердце
- 8. Дыхание
- 9. Мозг
- 10. Нейроны
- 11. Глаз
- 12. Ухо
- 13. Кожа
- 14. Рот и Зубы
- 15. Пищеварение
- 16. Печень
- 17. Почки
- 18. Лимфатическая Система
- 19. Скелет
- 20. Мышцы и Жир
- 21. Война токсинов
- 22. Прививка
- 23. Гормоны
- 24. Цепь Жизни
- 25. Ночная Смена
- 26. Жизнь Продолжается

Сериал описывает «общество внутри тела».